# 温策尔
温策尔是德国巴伐利亚州的一个市镇，总面积27.61平方公里，总人口為3,818人，其中男性有1,887人，女性有1,931人（2011年12月31日），人口密度138人/平方公里。